# Tapinocyba affinis pyrenaea
Tapinocyba affinis pyrenaea is een spinnensoort in de taxonomische indeling van de hangmatspinnen (Linyphiidae).
Het dier behoort tot het geslacht Tapinocyba. De wetenschappelijke naam van de soort werd voor het eerst geldig gepubliceerd in 1979 door Alfred Frank Millidge.